# Zarodnik

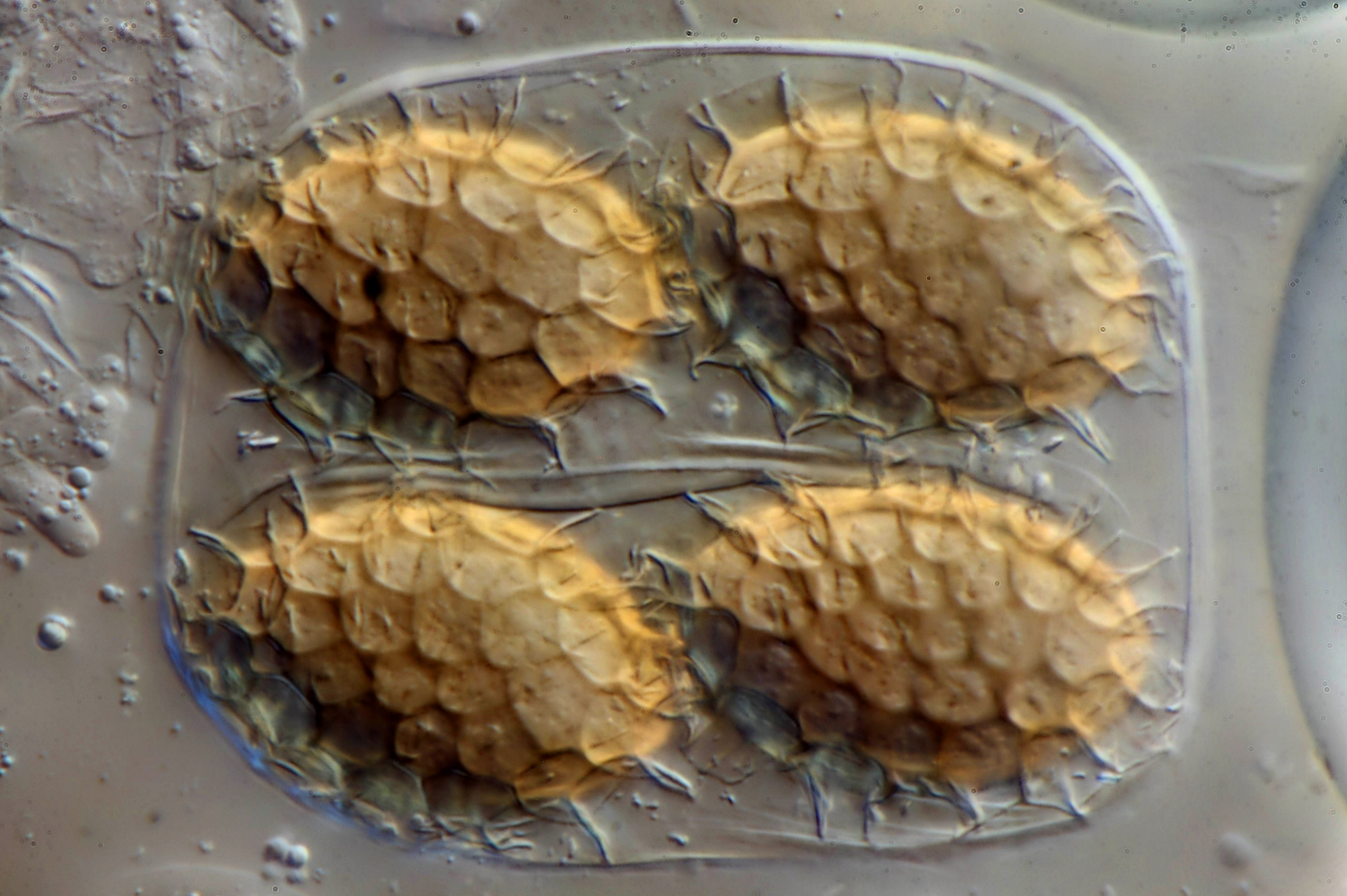
Zarodniki trufli Tuber oregonense w worku

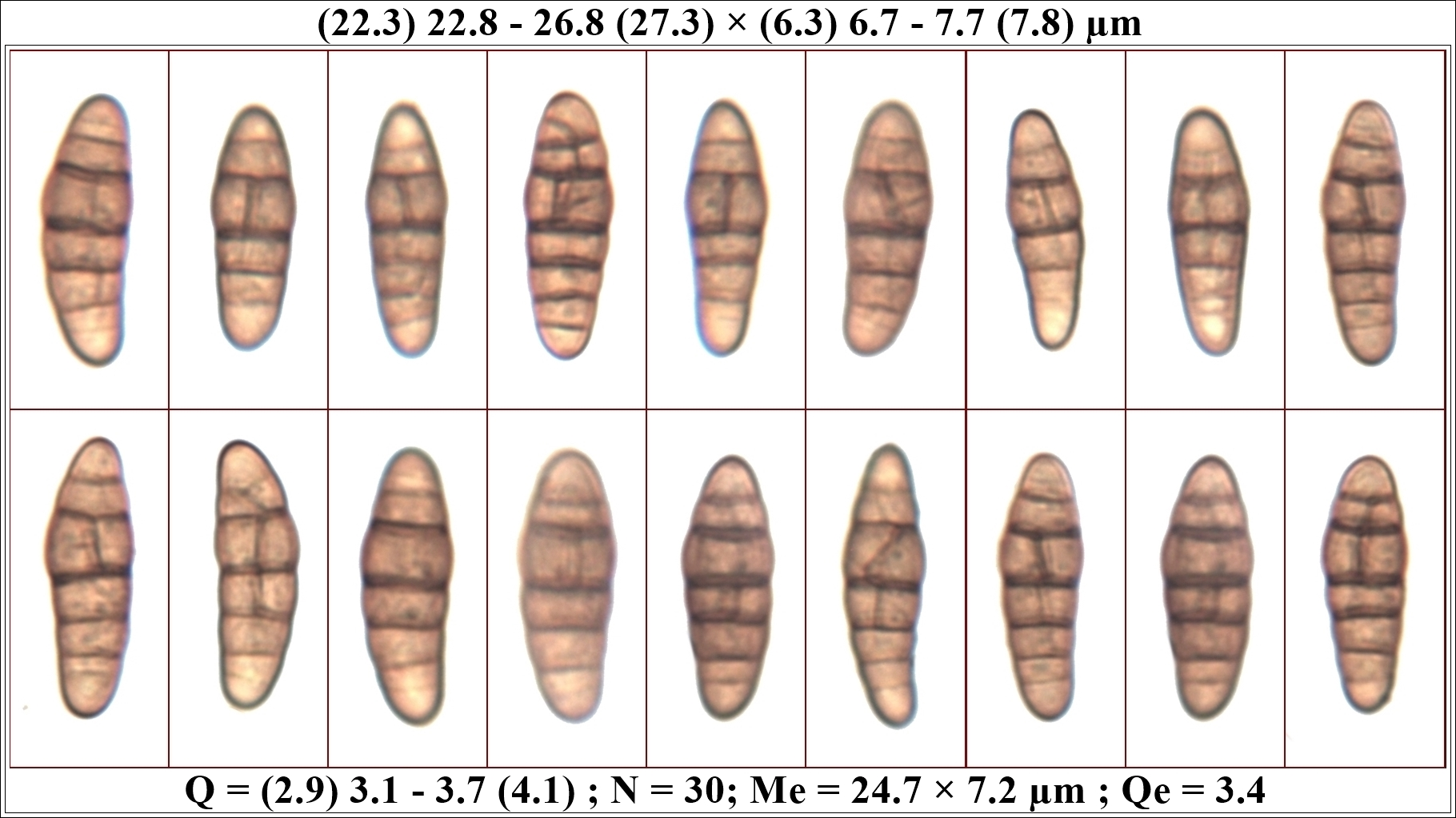
Zarodniki Oedohysterium pulchrum

Zarodnik, spora – termin stosowany w botanice, mykologii i mikrobiologii w odniesieniu do komórki powstałej podczas rozmnażania protistów, roślin (mszaki, paprotniki) i grzybów. Zarówno termin „zarodnik”, jak i „spora” są stare – pochodzą z czasów, gdy nie znano jeszcze dokładnie procesów rozmnażania tych grup organizmów, stąd też używane były (i nadal są) zarówno do określania komórek powstałych podczas rozmnażania bezpłciowego, jak i płciowego. Rozwój zarodników powstających w wyniku rozmnażania bezpłciowego nie jest poprzedzony zapłodnieniem i odtwarzają one pod względem genetycznym taki sam organizm jak rodzicielski. U roślin i grzybów cechujących się przemianą pokoleń proces powstawania zarodników związany jest jednak z rozmnażaniem płciowym i przed ich utworzeniem następuje podział mejotyczny.
Proces wytwarzania zarodników to zarodnikowanie (sporogeneza). Zarodniki są zazwyczaj wytwarzane w zarodniach, gdzie dojrzewają do momentu wysypu (ew. wylania) – zazwyczaj przez pęknięcie ich ścian. Następnie są zwykle rozprzestrzeniane w środowisku lądowym przez wiatr, bądź w środowisku wodnym przez wodę. Mogą też powstawać zewnętrznie (np. u niektórych grzybów konidia).
Zarodniki dzielone są ze względu na:
- proces, w którym powstały:
  - mejospory – powstają po podziale mejotycznym, są haploidalne i zróżnicowane genetycznie,
  - mitospory – powstają po podziale mitotycznym i są tak samo wyposażone genetycznie jak organizm rodzicielski[1],
- miejsce, w którym są wytwarzane:
  - endospory – wytwarzane w zarodni,
  - egzospory – nie wytwarzane w zarodni, np. zarodniki konidialne u grzybów[1],
- obecność organelli ruchu:
  - planospory, zoospory, pływki – z organellami ruchu,
  - aplanospory – bez organelli ruchu[1],
- zróżnicowanie wielkości i wyposażenie genetyczne (u paproci i widłaków różnozarodnikowych):
  - makrospora – zarodniki większe, z których rozwijają się rośliny z żeńskimi organami płciowymi,
  - mikrospora – zarodniki mniejsze, z których rozwijają się rośliny z męskimi organami płciowymi[2],
- sposobu rozprzestrzeniania się:
  - balistospory – zarodniki mechanicznie wyrzucane (np. przez podstawki u grzybów),
  - statismospory – zarodniki uwalniane, ale nie wyrzucane[4].
- przeznaczenie:
  - memnospory – służące rozprzestrzenianiu się i rozmnażaniu,
  - xenospory (chlamydospory) – służące przetrwaniu okresu niekorzystnych warunków środowiskowych[5].
- budowę:
  - homopolarne – symetrycznie zbudowane, których końce są identyczne
  - heteropolarne – niesymetryczne, o różnie zbudowanych końcach[6].
- ilość przegród:
  - pojedyncze, bez przegrody
  - wieloprzegrodowe – u grzybów przegrody zazwyczaj są poprzeczne, czasami jednak występują również przegrody podłużne, wówczas takie zarodniki nazywa się zarodnikami murkowatymi[7].

Na zarodnikach grzybów wyróżnia się dwa charakterystyczne miejsca:
- wyrostek wnęki – miejsce, w którym przyczepiony był do sterygmy na końcu podstawki,
- pora rostkowa – miejsce bez ściany komórkowej, przez które kiełkuje strzępka rostkowa[7].

Budowa zarodników i ich rozmiary są ważną cechą diagnostyczną przy identyfikacji gatunków grzybów. Podaje się ich rozmiary w μm, np. 9,5–11,5 × 4,5–6,5 μm, Q = 1,7–2,2, Qav = 1.9. Liczba Q oznacza stosunek długości zarodników do ich szerokości, Qav to średnia wartość tej liczby.